# 高敬佩
高敬佩（1964年—），湖南石门人，苗族，中华人民共和国政治人物、第十二届全国人民代表大会湖北地区代表。
毕业于湖北民族学院汉语言文学专业。加入无党派。2013年，担任全国人大代表。